# Iliamna (Alaska)
Pour les articles homonymes, voir Iliamna.
Iliamna est une localité d'Alaska (CDP) aux États-Unis dans le Borough de Lake and Peninsula. En 2010, il y avait 109 habitants.

## Géographie

### Situation
Elle est située sur la rive nord-ouest du lac Iliamna à 362 km d'Anchorage, à proximité du parc national et réserve nationale de Lake Clark.

### Démographie
| 1940 | 1950 | 1960 | 1970 | 1980 | 1990 |
| ---- | ---- | ---- | ---- | ---- | ---- |
| 30   | 44   | 47   | 58   | 94   | 94   |

| 2000 | 2010 | - | - | - | - |
| ---- | ---- | - | - | - | - |
| 102  | 109  | - | - | - | - |

### Climat
Les températures moyennes vont de −14 °C à −1 °C en janvier, et de 6 °C à 17 °C en juillet.
| Mois                                  | jan.     | fév.     | mars     | avril    | mai      | juin    | jui.    | août    | sep.    | oct.     | nov.     | déc.     | année    |
| ------------------------------------- | -------- | -------- | -------- | -------- | -------- | ------- | ------- | ------- | ------- | -------- | -------- | -------- | -------- |
| Température minimale moyenne (°C)     | −11,2    | −8,7     | −9,1     | −1,8     | 3,3      | 7,4     | 10,4    | 9,9     | 6,3     | 0,2      | −6,1     | −9,3     | −0,7     |
| Température moyenne (°C)              | −7,6     | −4,9     | −4,6     | 2,3      | 7,9      | 12,1    | 14,3    | 13,7    | 9,8     | 3,6      | −2,7     | −5,7     | 3,2      |
| Température maximale moyenne (°C)     | −4       | −1,2     | −0,2     | 6,3      | 12,6     | 16,7    | 18,3    | 17,5    | 13,3    | 7        | 0,7      | −2,2     | 7,1      |
| Record de froid (°C) date du record   | −44 1947 | −43 1947 | −34 1971 | −34 1920 | −16 1949 | −2 1922 | −1 1921 | −6 1922 | −7 1921 | −20 1985 | −29 1963 | −35 1975 | −44 1947 |
| Record de chaleur (°C) date du record | 14 2014  | 9 2016   | 11 2015  | 19 2005  | 27 2014  | 33 1953 | 30 2019 | 28 1968 | 24 2018 | 19 1976  | 13 2002  | 9 2019   | 33 1953  |
| Précipitations (mm)                   | 22,9     | 26,9     | 21,3     | 21,1     | 30,2     | 38,4    | 78,2    | 105,2   | 127,3   | 72,1     | 54,9     | 36,8     | 635,3    |
| dont neige (cm)                       | 23,1     | 16,5     | 22,1     | 4,1      | 1,8      | 0       | 0       | 0       | 0,5     | 5,1      | 28,4     | 33,5     | 135,1    |
| Nombre de jours avec précipitations   | 7,7      | 9        | 7,5      | 7,9      | 8,9      | 10,1    | 14,1    | 15,9    | 16,3    | 13,3     | 12       | 10,5     | 133,2    |
| Nombre de jours avec neige            | 4,3      | 3,7      | 3,9      | 1,2      | 0,3      | 0       | 0       | 0       | 0,2     | 1,6      | 5,8      | 7,8      | 28,8     |

| Diagramme climatique                                  |              |              |             |             |             |              |              |              |          |             |              |
| J                                                     | F            | M            | A           | M           | J           | J            | A            | S            | O        | N           | D            |
| −4−11,222,9                                           | −1,2−8,726,9 | −0,2−9,121,3 | 6,3−1,821,1 | 12,63,330,2 | 16,77,438,4 | 18,310,478,2 | 17,59,9105,2 | 13,36,3127,3 | 70,272,1 | 0,7−6,154,9 | −2,2−9,336,8 |
| Moyennes : • Temp. maxi et mini °C • Précipitation mm |              |              |             |             |             |              |              |              |          |             |              |

## Histoire
Avant 1935, Old Iliamna était situé près de l'embouchure de la rivière Iliamna. C'était un village Athabaskan traditionnel. La poste a ouvert en 1901.
En 1935, le village s'est déplacé jusqu'à sa position actuelle, à environ 64 km de l'ancien emplacement. Son développement est du essentiellement aux postes de chasse et de pêche dont les premiers ouvrirent dès 1930, et devinrent de plus en plus nombreux dans les années 1970 et 80 de telle façon qu'Iliamna est devenu un village essentiellement touristique.
Il est accessible par air et par eau. Une piste de 13 km de long le relie à Newhalen, et deux pistes d'aérodrome situées entre Iliamna et Newhalen le desservent.